# Ubald Tartaruga
Ubald Tartaruga (geboren 12. Februar 1875 in Wien; gestorben 21. November 1941 im KZ Dachau) – vollständig eigentlich Ubald Edmund Otto Tartaruga, vor 1920: Edmund Otto Ehrenfreund – war ein österreichischer Polizeijurist, Polizeischriftsteller und Parapsychologe.

## Leben
Der Sohn des jüdischen Ehepaares Sigmund Ehrenfreund, eines Kaufmannes und Bankagenten, und seiner Ehefrau Pauline, geborene Schorstein, legte seine Matura in Wien im Jahre 1895 ab. Nach seiner Matura inskribierte Tartaruga an der juridischen Fakultät der Universität Wien, begann aber im gleichen Jahr seinen Militärdienst als Einjährig-Freiwilliger. Aus diesem Grund begann er sein Studium erst im Wintersemester 1896/97, das er am 31. Juli 1901 mit dem Absolutorium beendete.
Im selben Jahr beging seine Schwester Elsa Ehrenfreund (* 11. Februar 1878 in Königinhof, Böhmen – † 11. Mai 1901 in Wien) Suizid. Die „Kunstmalerin“ nahm sich aus unbekannten Gründen 1901 durch einen Sprung aus dem dritten Stock ihres Wohnhauses das Leben.
Im Jahr 1899 konvertierte Tartaruga vom Judentum zum evangelischen Glauben mit Bezug auf das Augsburger Bekenntnis.
Er heiratete am 4. März 1906 Amalia Adolfine Marie Neuwirth. Die Ehe wurde 1939 auf Antrag der Ehefrau geschieden, da Tartaruga sie nach seiner Flucht aus Österreich nach ihren Aussagen nicht mehr finanziell unterstützte.

## Beruf
Per 10. Februar 1902 trat Tartaruga in den Staatsdienst ein.
Er avancierte rasch zum Konzipisten (eine Art Projektleiter), später zum Polizeikommissar in der k.k. Polizeidirektion in Wien.
In seiner Funktion als Polizeikommissar war er 1921 der Protagonist eines vom Wiener Landgericht und eines reichen Mäzens geförderten „Institut für kriminaltelepathische Forschung“. Dort entwickelte und vertrat er die These, die Kriminalwissenschaft solle das Wissen über Telepathie sammeln und systematisch auswerten und dann im Verband eines logischen Systems eine „Kriminaltelepathie“ entwickeln.
Der Polizeidienst endet mit der Pensionierung im Jahr 1920 im Alter von 45 Jahren.

## Literarisches Schaffen
Bis zu seiner Pensionierung im Jahr 1920 liegen keine gesicherten Quellen über Ubald Tartaruga vor, er begann jedenfalls schon früh mit seiner literarischen Tätigkeit unter dem Pseudonym „Ubald Tartaruga“, das er nach seinem Rückzug aus dem aktiven Polizeidienst als seinen Namen angenommen hatte. Möglich war dies unter Bezugnahme auf die Konversion des Jahres 1899, die dem Konvertierenden nach damaligem Recht auch einen Namenswechsel zugestanden hat. Ab diesem Zeitpunkt stieg die Publikationstätigkeit von Tartaruga massiv an, seine Anekdoten über den Polizeialltag fanden reißenden Absatz und sogar Karl Kraus widmete sich seinem Schaffen in der Fackel.
Auch andere Lebensbereiche rückten wieder in Tartarugas Blickfeld: Er schloss sein Jusstudium ab und studierte anschließend Paläontologie.
Seine Dissertation zum Thema „Die Rolle der Fossilien der Entwicklungsgeschichte der Einhornsage“ ist bis heute an der Universitätsbibliothek Wien verfügbar, sein Betreuer, Othenio Abel sprach sich allerdings gegen Tartarugas Abschluss aus.
Ab 1924 war er Geschäftsführer des Wiener Parapsychischen Instituts, welches von Karl Camillo Schneider geleitet wurde. Auch hier im Rahmen dieser Tätigkeit publizierte Tartaruga Fachliteratur.

## Flucht vor dem Nationalsozialismus
Ubald Tartaruga flüchtete am 19. Jänner 1939 in die Tschecho-Slowakische Republik. Zuvor reiste er im November 1938 nach Slowenien zu der Dichterin Alma Karlin, die er von einem früheren Aufenthalt her kannte.
Als er sich gegen die dortigen Nationalsozialisten engagierte, wurde er verhaftet und starb schließlich im KZ Dachau 1941.

## Veröffentlichungen (Auswahl)
- Im Zwielicht des Lebens. Heitere und Ernste Erzählungen. Wien (Deubler) o. J.
- Okkultistisches Skizzenbuch. Wien-Leipzig (C. Barth) o. J.
- Kriminal-Telepathie und -Retroskopie : Telepathie u. Hellsehen im Dienste d. Kriminalistik, Verlag M. Altmann (Leipzig), 1922.
- Polizeihumoresken. Heitere, lustige und drastische Skizzen aus dem großstädtischen Polizeidienst. Wien (Deubler) o. J.
- Der Wiener Pitaval : Eine Samml. d. interessantesten Kriminalprozesse aus Alt- und Neu-Wien, Verlag C. Barth (Wien), 1924 in zwei Bänden.